# Fetsjön (Vilhelmina socken, Lappland, 720552-146277)
Fetsjön är en sjö i Dorotea kommun i Lappland och ingår i Ångermanälvens huvudavrinningsområde. Sjön har en area på 0,37 kvadratkilometer och ligger 987 meter över havet.